# Эмсбюрен
Эмсбюрен (нем. Emsbüren) — община в Германии, в земле Нижняя Саксония.
Входит в состав района Эмсланд. Население составляет 9939 человека (на 31 декабря 2015 года). Занимает площадь 139,31 км².
Коммуна подразделяется на 8 сельских округов.
| 1990 | 1995 | 2000 | 2005 | 2010 | 2015 |
| ---- | ---- | ---- | ---- | ---- | ---- |
| 8004 | 8753 | 9416 | 9656 | 9856 | 9939 |